# BirdLife Norge
BirdLife Norge, bis 2021 Norsk Ornitologisk Forening (NOF, Norwegische Ornithologische Vereinigung) wurde 1957 gegründet. Hauptaufgabe des Vereins ist der Vogel- und Naturschutz.

## Struktur
Die Gründung erfolgte 1957. Die Zentrale befindet sich in Trondheim, wo auch der hauptamtliche Stab aus 12 Personen und Projektmitarbeiter arbeiten. In den verschiedenen Regionen gibt es regionale Gliederungen und insgesamt 52 Ortsgruppen.

## Arbeit
Als wichtiges Anliegen sieht die BirdLife, die norwegischen Ornithologen zu vernetzen. Im Laufe der Geschichte hat der Naturschutzgedanke in der Organisation an Boden gewonnen und der Schutz von Lebensräumen erlangte in der Arbeit an Bedeutung. Als Schlüsselaufgabe sieht die Vereinigung an, sich mittels Dokumentation und Forschung für die besten Bedingungen für die heimische Avifauna einzusetzen – quasi als Lobby-Organisation für Vögel.
Das Mitgliedermagazin Vår Fuglefauna („Unsere Avifauna“ oder „Unsere Vogelwelt“) erscheint viermal jährlich. Zweimal jährlich erscheint Fuglevennen („Der Vogelfreund“), das Material und Informationen über die heimische Natur und Vögel beinhaltet. Das wissenschaftliche Journal Ornis Norvegica und einmal jährlich Fugleåret („Das Vogeljahr“) mit Berichten und Statusmeldungen über seltene Vogelarten gibt die NOF ebenfalls heraus. NOF-Mitglieder beringen mehr als 200.000 Vögel jährlich.
Die BirdLife Norge ist nationaler Partner von BirdLife International. Um diese Verbindung zu stärken, erfolgte 2021 die Umbenennung.